# Mickey Mouse Weekly
Mickey Mouse Weekly était une publication annuelle de l'éditeur britannique Willbank Publications puis Odhams Press, regroupant des histoires de Mickey Mouse et de l'univers Disney. Le magazine comprenait les premières impressions en couleur de type photogravure et a été publié du 8 février 1936 au 28 décembre 1957,.
Le 21 juillet 1951, une série d'Enid Blyton est publiée dans le magazine mais cesse quand Odhams perd les droits des publications Disney. Le magazine Walt Disney's Mickey Mouse est renommé Walt Disney's Weekly en 1959 avant d'être arrêté en 1961.